# Sahraa Karimi
Sahraa Karimi (paixtu: صحرا كريمي‎)  (Teheran, 21 de maig de 1983) és una directora de cinema afganès i la primera presidenta de l'Afghan Film Organisation (Acadèmia del Cinema de l'Afganistan). És la primera i única dona de l'Afganistan que té un doctorat en direcció de cinema.

## Biografia
Karimi va néixer a Teheran, de pares afganesos i als disset anys va anar a Europa estudiar. Es va formar a la República Txeca i a Eslovàquia, on es va doctorar en direcció de cinema a l'Acadèmia de Música i Arts en viu de Bratislava. El seu documental Light Breeze va guanyar un Sun in a Net Award, els premis més importants del cinema d'Eslovàquia, com a millor curt.
En acabar els seus estudis va anar a viure a l'Afganistan, el país de la seva família, on tenia les seves arrels. En el seu cinema volia retratar el món de les dones afganeses, en un dels països més conservadors del món. A l'Afganistan, va ajudar a obrir la Kapila Multimedia House, per promoure el cinema independent al seu país. Va promoure també un festival de cinema a la Universitat de Kabul. El 2019 va esdevenir la primera dona presidenta de l'Acadèmia del Cinema de l'Afganistan, des de la seva creació el 1968.
El seu primer documental professional, Searching for Dream, es va projectar al Festival de cinema Internacional de Dhaka el 2006. Altres obres destacades seves són Afghan Women behind the Wheel, que va guanyar uns vint premis a diversos festivals internacionals. El 2019 va dirigir la pel·lícula Hava, Maryam, Ayesha es va estrenar al Festival de cinema de Venècia de 2019.
El 17 d'agost de 2021, gràcies a l'ajut dels governs d'Eslovàquia, Turquia i Ucraïna, Karimi, amb algunes persones de la seva família i dues més ajudants seves d'Afghan Film, van poder marxar de Kabul en un èxode que va acabar a Kiev, la capital d'Ucraïna. Posteriorment, Karimi va anunciar que preparava una pel·lícula sobre les quaranta hores des de l'entrada dels talibans a Kabul fins que ella i la seva família va aconseguir deixar el país. L'objectiu del film és mostrar històries individuals —entre les quals la seva pròpia— dins la gran història de les multituds que fugien i que la gent va poder veure a les notícies. En el seu moment va documentar la seva fugida de Kabul en directe, a través de les xarxes socials.
Durant la seva participació a l'Asian Film Festival de Barcelona de 2021, on va ser convidada juntament amb Sahra Mani, també directora de cinema afganesa i activista pels drets de les dones, Karimi va ressaltar la situació actual de les dones de Kabul, que des que la ciutat va ser presa pels talibans el 15 d'agost de 2021, han perdut la seva independència, no tenen treball i no tenen diners per alimentar la mainada i pagar les factures.

## Obres
És autora d'una trentena de títols (llargmetratges i curtmetratges), entre els quals destaquen:
- Hava, Maryam, Ayesha (2019)[2]
- Parlika (2016)[10]
- Afghan Women Behind the Wheel (2009)[10]